# Arnaldo Mansilla
Arnaldo Mansilla Coronel  (Santiago del Estero, 23 de agosto de 1962) es un exfutbolista y entrenador argentino. Se desempeñaba como centrocampista. Actualmente dirige a San José.

## Trayectoria

### Como asistente técnico
A partir de 1997 fue asistente técnico de Dalcio Giovagnoli en Guabirá, posteriormente esta dupla de trabajo se repetiría en Jorge Wilstermann (1998) y Oriente Petrolero (1999).

### Como entrenador
En 2002 se inició en Spartak de la Asociación de Fútbol Cochabamba. Ese mismo año se hizo oficial la llegada a la dirección técnica de San José, que en 2002 logró su retorno a la Primera División. En 2004 fue contratado por la Academia Deportivo Fancesa de la Asociación Chuquisaqueña de Fútbol.
En 2005 partió hacia Paraguay,  en donde primero al dirige a General Caballero y al año siguiente a Sportivo Trinidense, logrando el ascenso ese año. En 2009 fue contratado por 3 de Febrero.
En 2014 retornó a Bolivia para dirigir a Empresa Minera Huanuni, donde tuvo inconvenientes con el plantel.
Posteriormente dirigió al primer plantel de Oruro Royal en 2017 y al año siguiente a SUR-CAR.
En 2018 empezó a dirigir a las divisiones inferiores de San José, también asume la dirección del equipo de manera interina. En 2022 tras un breve paso por SUR-CAR, es contratado por Aurora, logrando el ascenso a la máxima categoría de la Asociación de Fútbol Oruro.
En 2023 se confirmó la contratación de Mansilla como técnico de SUR-CAR para el torneo de la Copa Simón Bolívar.

## Clubes

### Como jugador
| Club                     | País      | Año         |
| ------------------------ | --------- | ----------- |
| Deportivo Municipal      | Bolivia   | 1982 - 1983 |
| Primero de Mayo (Potosí) | Bolivia   | 1984        |
| Estudiantes (RC)         | Argentina | 1985        |
| Chaco Petrolero          | Bolivia   | 1985 - 1986 |
| San José                 | Bolivia   | 1987 - 1992 |
| Juventud Antoniana       | Argentina | 1993        |
| San José                 | Bolivia   | 1993 - 1994 |
| Central Norte (Salta)    | Argentina | 1995 - 1996 |

### Como entrenador
| Club                  | País     | Año         |
| --------------------- | -------- | ----------- |
| Spartak               | Bolivia  | 2002        |
| San José              | Bolivia  | 2003        |
| Fancesa               | Bolivia  | 2004        |
| Trinidense            | Paraguay | 2006        |
| General Caballero     | Paraguay | 2007        |
| 3 de Febrero          | Paraguay | 2007        |
| E. M. Huanuni         | Bolivia  | 2014        |
| Oruro Royal           | Bolivia  | 2017        |
| SUR-CAR               | Bolivia  | 2018        |
| San José (inferiores) | Bolivia  | 2018 - 2021 |
| SUR-CAR               | Bolivia  | 2022        |
| Aurora (Oruro)        | Bolivia  | 2022        |
| SUR-CAR               | Bolivia  | 2023        |
| San José              | Bolivia  | 2024 -      |

## Palmarés

### Como entrenador
| Título            | Club   | País    | Año  |
| ----------------- | ------ | ------- | ---- |
| Primera "B" (AFO) | Aurora | Bolivia | 2022 |